# خانه علی همایون خواه
خانه علی همایون خواه مربوط به دوره صفوی است و در شهرستان کهگیلویه، روستای بوآی علیا واقع شده و این اثر در تاریخ ۱۲ بهمن ۱۳۸۱ با شمارهٔ ثبت ۷۴۶۷ به‌عنوان یکی از آثار ملی ایران به ثبت رسیده است.